# تياغو ألفيس (لاعب كرة قدم برتغالي)
تياغو ألفيس هو لاعب كرة قدم برتغالي في مركز الهجوم، ولد في 19 يونيو 1996 في قلمرية في البرتغال. لعب مع Olimpia Grudziądz ‏.

## وصلات خارجية
- تياغو ألفيس على موقع رابطة كرة القدم اليابانية للمحترفين (اليابانية)
- تياغو ألفيس على موقع قاعدة بيانات كرة القدم.إي يو (الإنجليزية)
- تياغو ألفيس على موقع Soccerway.com (الإنجليزية)
- تياغو ألفيس على موقع عالم كرة القدم.نت (الإنجليزية)